# Célio Roberto
Célio Roberto (Maceió, 15 de setembro de 1945 — São Paulo, 25 de julho de 2025) foi um cantor e compositor de música popular brasileira.

## Carreira
Iniciou a carreira artística nos 1960; seu maior sucesso foi "Não toque essa música", que renderam 250 mil cópias vendidas. É autor de "Rock do Jegue'', um dos maiores sucessos de Genival Lacerda, e também foi o primeiro artista a ter gravado "Entre Tapas e Beijos", que viria a ser destaque na voz da dupla Leandro & Leonardo.

## Discografia
- Não toque essa música
- Homem de pedra
- Minha confissão
- Quero teu amor